# Holbrook Jackson
Holbrook Jackson, född 31 december 1874, död 16 juni 1948, var en brittisk litteraturhistoriker och publicist.
Holbrook Jackson var autodidakt, arbetade först som affärsman men övergick 1907 till journalistiken. Han var litterär medarbetade i olika tidningar och tidskrifter, utgav 1917–1923 Today, där han som medarbetare bland annat hade Richard Aldington, T.S. Eliot och Ezra Pound, och var 1917–1945 direktör för National Trade Press Ltd. Jackson gjorde en viktig insats på det typografiska området genom propaganda för bättre tryck i böcker och tidskrifter. Som litteraturhistoriker intresserade han sig särskilt för författare från slutet av 1800-talet. Jackson utgav bland annat Bernard Shaw (1906), William Morris (1908, ny utgåva 1926), Great English novellists (1908), The eighteen nineties (1913), Essays of today and yesterday (1928), The anatomy of bibliomania (2 band, 1930–1931), The fear of books (1932), Maxims of books and reading (1934), The printing of books (1938), Bookman's holiday (1945), The reading of books (1946) och Dreamers of dreams. The rise and fall of 19th century idealism (1948).